# Houdelmont
Houdelmont – miejscowość i gmina we Francji, w regionie Grand Est, w departamencie Meurthe i Mozela.
Według danych na rok 1990 gminę zamieszkiwało 189 osób, a gęstość zaludnienia wynosiła 49 osób/km² (wśród 2335 gmin Lotaryngii Houdelmont plasuje się na 856. miejscu pod względem liczby ludności, natomiast pod względem powierzchni na miejscu 1107.).

## Populacja

Populacja Houdelmont w latach 1962–2008